# Dendronephthya planoregularis
Dendronephthya planoregularis är en korallart som beskrevs av Burchardt 1898. Dendronephthya planoregularis ingår i släktet Dendronephthya och familjen Nephtheidae. Inga underarter finns listade i Catalogue of Life.